# يسبر أولسن (لاعب كرة قدم)
يسبر أولسن (بالدنماركية: Jesper Olesen)‏ (13 أكتوبر 1980 بالدنمارك - ) هو لاعب كرة قدم دانمركي في مركز الدفاع. لعب مع نادي فايله.

## وصلات خارجية
- يسبر أولسن (لاعب كرة قدم) على موقع قاعدة بيانات كرة القدم.إي يو (الإنجليزية)